# Heoclisis sinensis
Heoclisis sinensis är en insektsart som beskrevs av Navás 1923. Heoclisis sinensis ingår i släktet Heoclisis och familjen myrlejonsländor. Inga underarter finns listade i Catalogue of Life.